# ابوبکر شوقی
ابوبکر شوقی (به انگلیسی: Abu Bakr Shawky)؛ کارگردان مصری - اتریشی است.

## فیلمشناسی
- یوم‌الدین